# Hannes Sell
Hannes Sell (* 3. November 1984 in Berlin) ist ein deutscher Schauspieler.

## Leben
Hannes Sell legte 2005 sein Abitur an einem Berliner Gymnasium ab. Noch im gleichen Jahr machte er seinen Wehrdienst. Neben Deutsch spricht er Englisch und Französisch. Von 2006 bis 2009 absolvierte er eine Schauspielausbildung an der Berliner Schule für Schauspiel. Seither war er an verschiedenen Film- und Theaterproduktionen beteiligt. 2014 spielte er eine Hauptrolle in der Serie Alles was zählt.

## Filmografie (Auswahl)
- 2009: Verletzte Jugend
- 2010: Speed Dating
- 2010: Der kalte Himmel
- 2011: Piraten
- 2011: Kein Zweifel
- 2011: Stadt der Träume
- 2011: Romance
- 2011: Schwarzweiss grau
- 2012: Violin
- 2012: The secret Keeper
- 2012: IronWolf
- 2012: Vettl
- 2012: The Inside
- 2012: Wechselgeld
- 2013: Lisa/Lilly
- 2013: Eden
- 2014: Assassin’s Dawn
- 2014: Interferenz
- 2014: Alles was zählt